# The Wooing of Miles Standish
The Wooing of Miles Standish è un cortometraggio muto del 1907 diretto da Sidney Olcott.

## Trama
Il film è ambientato in una casa di campagna sul lato del lago dove vive Priscilla. Lei indossa abiti puritani e a causa di ciò viene considerata molto carina da due rivali Miles Standish e John Alden, ma tutti e due vogliono conquistarla. Miles quindi gli crea un vestito puritano per lei e glielo prova a dare cadendo ai suoi piedi, ma Priscilla gli volta le spalle rifiutando il vestito. Il padre di Priscilla poi rimprovera la figlia per non aver accettato il vestito che le è stato fatto. Le sue lacrime però, si spazzano via velocemente siccome una canoa con John Alden sta salendo per la banca. John salta velocemente dalla canoa, ma appena tocca la terra il padre di Priscilla gli ordina di fuggire al più presto. Nel tentativo di raggiungere la canoa al più presto possibile cade in acqua, ma viene subito portato in terra con l'aiuto di sua madre che lo conduce in casa.
Ora il film si ambienta in una tribù indiana: appare il capo della tribù e fa una dichiarazione di guerra che provoca eccitazione in tutti. Subito dopo iniziano a fumare una pipa, e il capo inizia a guidarli alla guerra. Mentre un nonno si dirige alla casa di incontri, viene seguito da John Aiden e Priscilla che prendono vantaggio della solitudine per innamorarsi ma la mamma li scopre subito. A casa di Priscilla, John Aiden appare in gran fretta e le propone di fuggire con lui in canoa su un posto più sicuro, ma gli Indiani stanno osservando che stanno sfuggendo. Miles Standish, con lo stesso pensiero di sicurezza per Priscilla si dirige alla sua porta, ma gli Indiani si precipitano subito su di lui per afferrargli la spada e rapinarlo, ma John Alden viene subito in scena: combattendo con essi, li porta in un combattimento mano a mano e riesce a vincere.
Infine taglia i legami di Miles Standish, fascia le sue ferite e chiama Priscilla per assisterlo. In gratitudine a John per averlo salvato, Miles si arrende a lui Priscilla.

## Produzione
Il film fu prodotto dalla Kalem Company.

## Distribuzione
Distribuito dalla Kalem Company, il film - un cortometraggio di una bobina - uscì nelle sale cinematografiche USA il 21 settembre 1907.